# تاجوم
تاجوم (بالإنجليزية: Tagum) هي مدينة في الفلبين، تتبع دافاو ديل نورت، هي عاصمة دافاو ديل نورت، بلغ عدد سكانها 242٬801  نسمة، في 1 مايو 2010، تبلغ مساحتها 195٫8 كيلومتر مربع، رمزها البريدي هو 8100.

## الموقع
تشترك في الحدود مع:
- Asuncion, Davao del Norte [الإنجليزية]‏.

## المناخ
يظهر الجدول التالي التغييرات المناخية على مدار السنة لتاجوم:
| البيانات المناخية لـتاجوم         | البيانات المناخية لـتاجوم | البيانات المناخية لـتاجوم | البيانات المناخية لـتاجوم | البيانات المناخية لـتاجوم | البيانات المناخية لـتاجوم | البيانات المناخية لـتاجوم | البيانات المناخية لـتاجوم | البيانات المناخية لـتاجوم | البيانات المناخية لـتاجوم | البيانات المناخية لـتاجوم | البيانات المناخية لـتاجوم | البيانات المناخية لـتاجوم | البيانات المناخية لـتاجوم |
| الشهر                             | يناير                     | فبراير                    | مارس                      | أبريل                     | مايو                      | يونيو                     | يوليو                     | أغسطس                     | سبتمبر                    | أكتوبر                    | نوفمبر                    | ديسمبر                    | المعدل السنوي             |
| --------------------------------- | ------------------------- | ------------------------- | ------------------------- | ------------------------- | ------------------------- | ------------------------- | ------------------------- | ------------------------- | ------------------------- | ------------------------- | ------------------------- | ------------------------- | ------------------------- |
| متوسط درجة الحرارة الكبرى °م (°ف) | 29 (84)                   | 29 (84)                   | 30 (86)                   | 31 (88)                   | 30 (86)                   | 30 (86)                   | 30 (86)                   | 30 (86)                   | 30 (86)                   | 30 (86)                   | 30 (86)                   | 30 (86)                   | 30 (86)                   |
| متوسط درجة الحرارة الصغرى °م (°ف) | 22 (72)                   | 22 (72)                   | 22 (72)                   | 23 (73)                   | 24 (75)                   | 24 (75)                   | 24 (75)                   | 24 (75)                   | 24 (75)                   | 24 (75)                   | 23 (73)                   | 22 (72)                   | 23 (74)                   |
| الهطول مم (إنش)                   | 98 (3.9)                  | 86 (3.4)                  | 91 (3.6)                  | 83 (3.3)                  | 133 (5.2)                 | 158 (6.2)                 | 111 (4.4)                 | 101 (4.0)                 | 94 (3.7)                  | 117 (4.6)                 | 131 (5.2)                 | 94 (3.7)                  | 1٬297 (51.2)              |
| متوسط الأيام الممطرة              | 16.4                      | 14.3                      | 16.3                      | 18.5                      | 25.3                      | 25.0                      | 23.8                      | 21.9                      | 20.8                      | 24.4                      | 24.3                      | 18.7                      | 249.7                     |
| المصدر: Meteoblue                 |                           |                           |                           |                           |                           |                           |                           |                           |                           |                           |                           |                           |                           |

## معرض صور

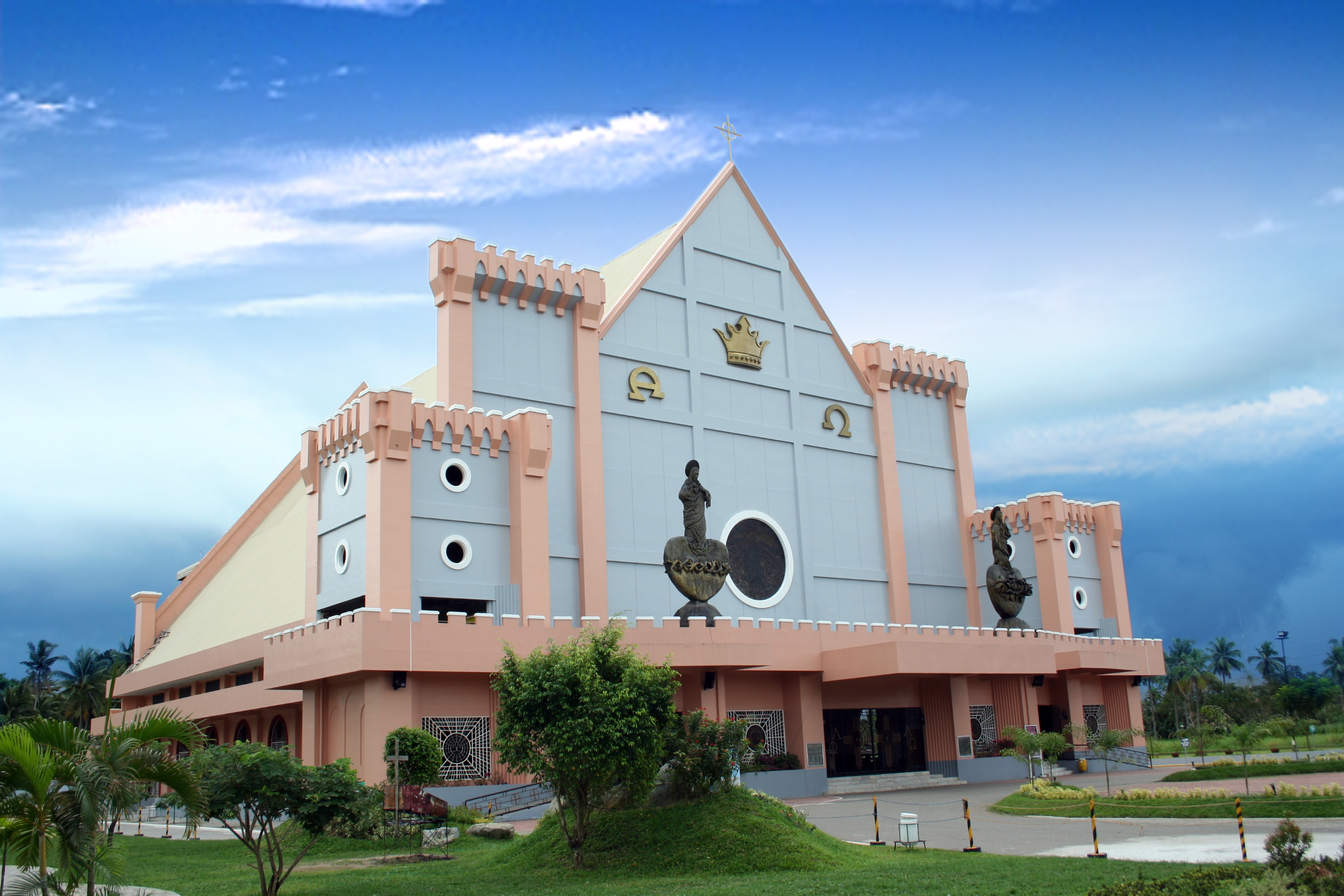
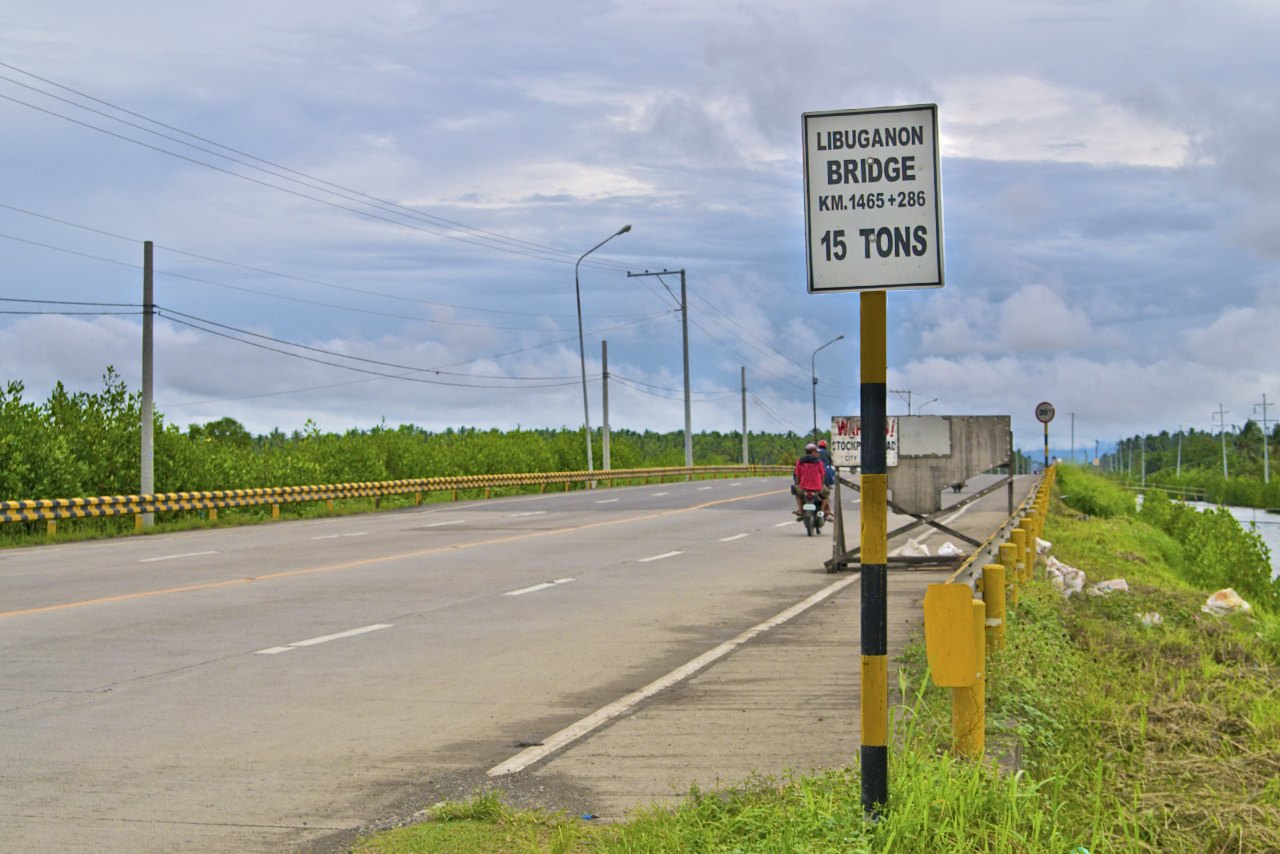
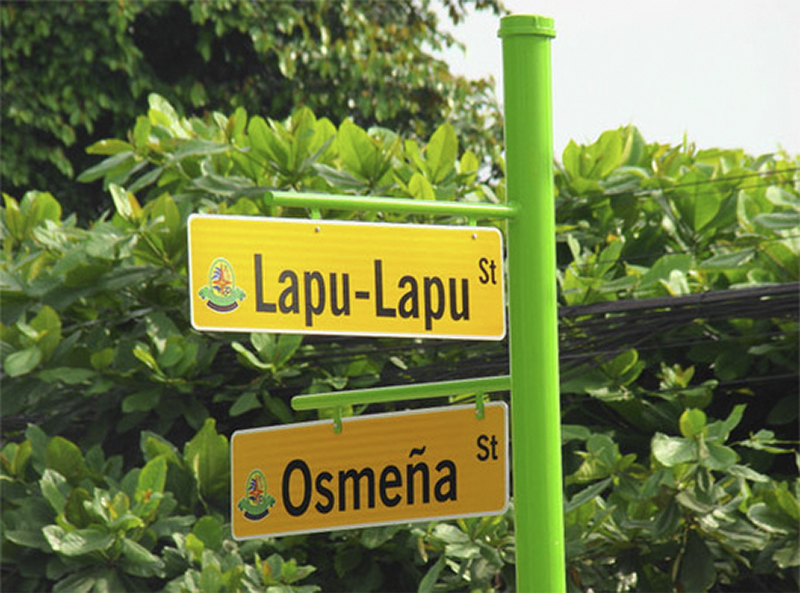
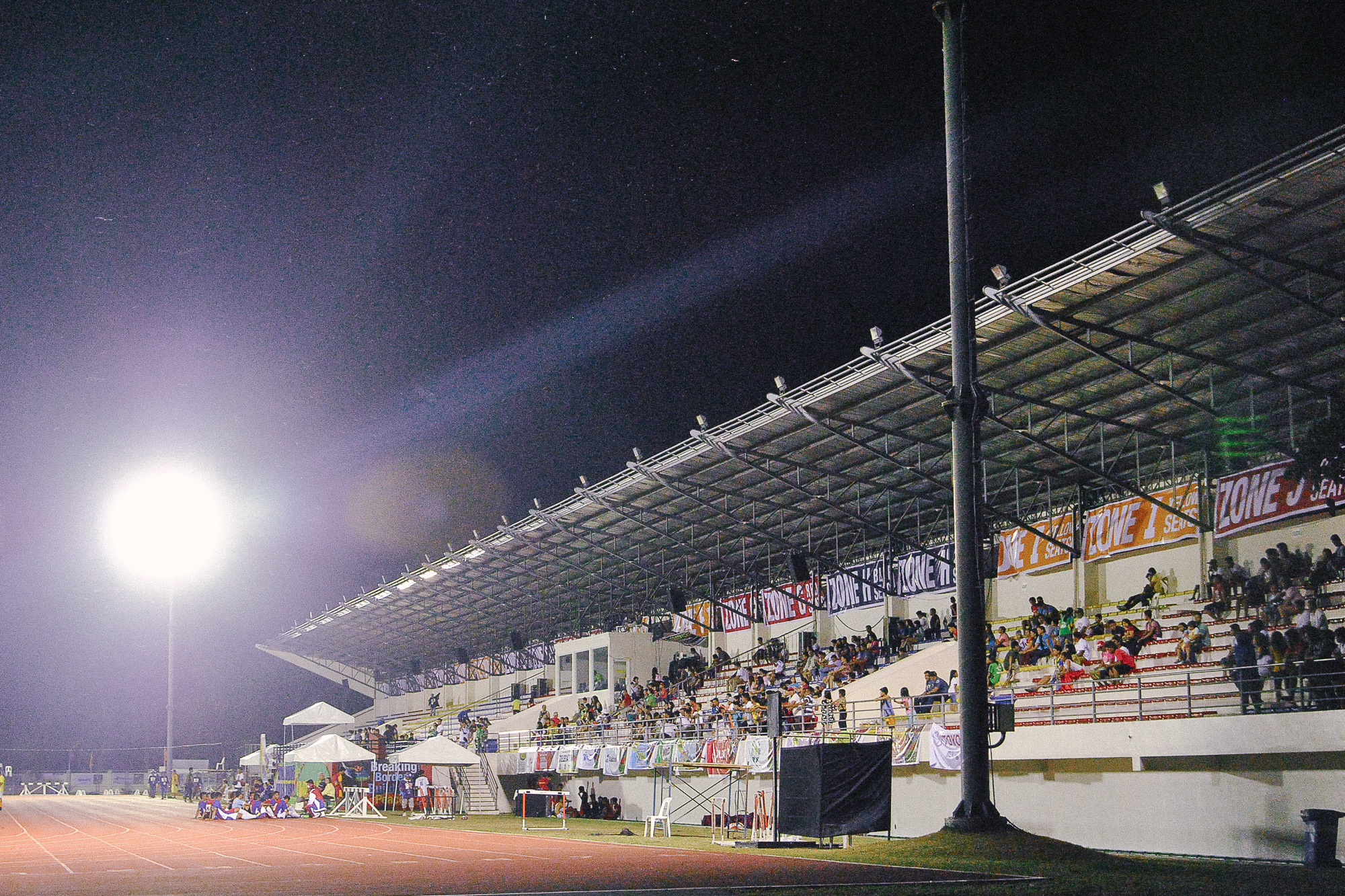
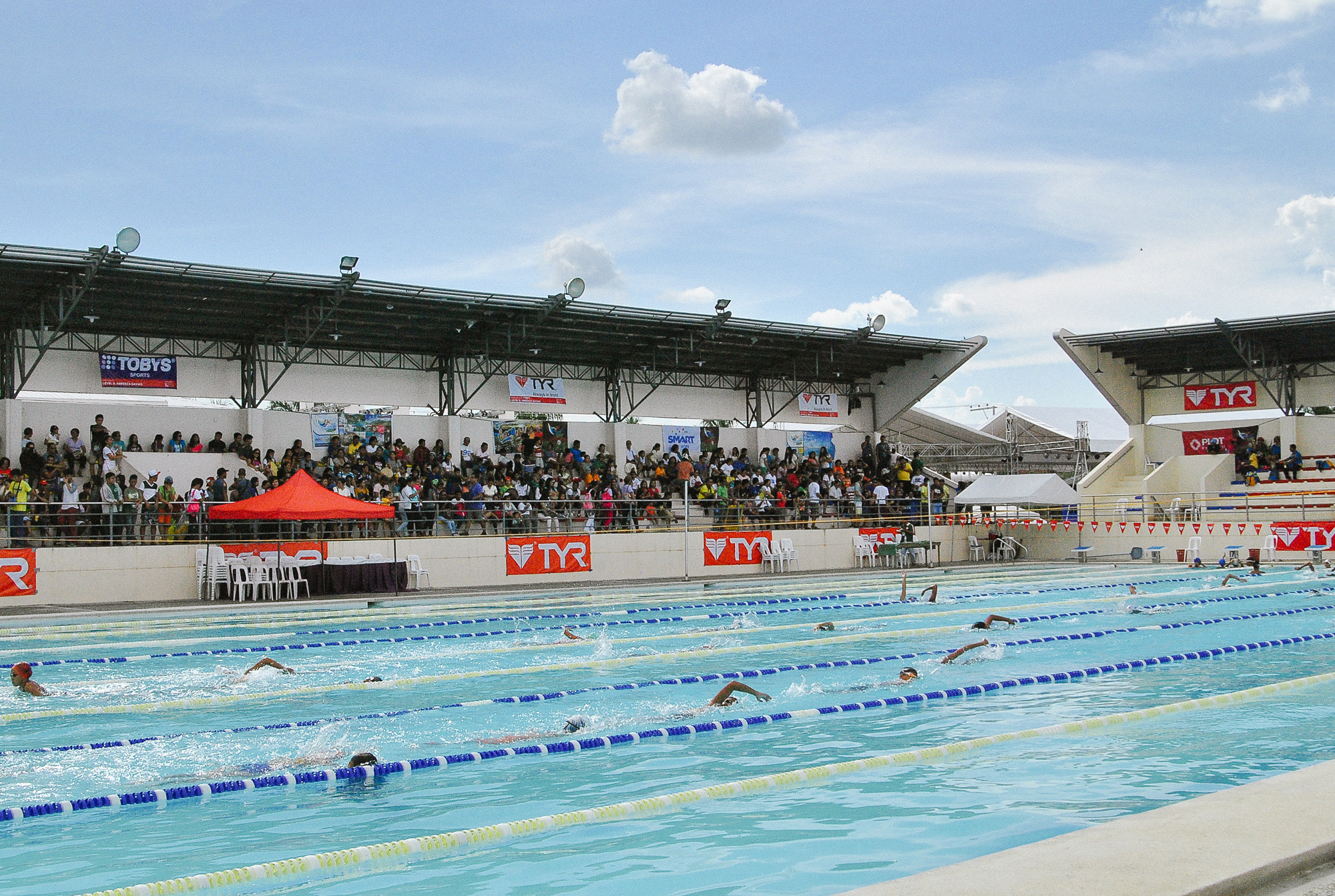